# Ріхвалд
Ріхвалд або Ріхвальд (словац. Richvald) — село в Словаччині, Бардіївському окрузі Пряшівського краю. Розташоване в північно-східній частині Словаччини, на межі Чергівських гір та Низьких Бескидів, 10 км на південний захід від Бардієва.
Вперше згадується у 1355 році.
В селі є готичний римо-католицький костел св. Апостола Варфоломія з 2 пол. 14 ст. та протестантський костел з 1907 року.

## Населення
| Рік:            | 1994. | 2004.   | 2014.   | 2024.   |
| --------------- | ----- | ------- | ------- | ------- |
| Кількість осіб: | 1023  | 983     | 997     | 1023    |
| Різниця:        |       | -3,91 % | +1,42 % | +2,60 % |

| Рік:            | 2023. | 2024.   |
| --------------- | ----- | ------- |
| Кількість осіб: | 1011  | 1023    |
| Різниця:        |       | +1,18 % |

В селі проживає 981 осіб.
Національний склад населення (за даними останнього перепису населення — 2001 року):
- словаки — 99,60%

Склад населення за приналежністю до релігії станом на 2001 рік:
- протестанти — 72,31%,
- римо-католики — 25,00%,
- греко-католики — 0,60%,
- православні — 0,10%,
- не вважають себе віруючими або не належать до жодної вищезгаданої церкви — 0,70%